# Génitif (astronomie)
En astronomie, le génitif latin est utilisé pour nommer les étoiles. On attache la lettre de l'alphabet grec correspondant à la brillance de l'étoile (α pour la plus brillante, β pour la deuxième, etc.) au génitif du nom latin de la constellation. Donc, le génitif de Gemini (la constellation des Gémeaux) étant Geminorum, la plus brillante étoile des Gémeaux, Castor, s'appelle α Geminorum.
Ce système est connu sous le nom de désignation de Bayer.